# 6. honvedski pehotni polk (Avstro-Ogrska)
Za druge 6. polke glejte 6. polk.
6. honvedski pehotni polk (izvirno nemško k.u. Landwehr Infanterie Regiment Nr. 6; dobesedno slovensko: Cesarsko-madžarski honvedski pehotni polk št. 6) je bil pehotni polk avstro-ogrskega Honveda.

## Zgodovina
Polk je bil ustanovljen leta 1886.

### Prva svetovna vojna
Polkovna narodnostna sestava leta 1914 je bila sledeča: 76% Madžarov, 20% Romunov in 14% drugih.
Polkovni štab in I. bataljon sta bila nastanjena v Subotici, II. bataljon v Zomborju in III. bataljon v Novem Sadu.

## Poveljniki polka
- 1914: Rudolf Kamenszky[3]